# Копала (Халиско)
Ко́пала (исп. Cópala) — посёлок в Мексике, в штате Халиско, входит в состав муниципалитета Толиман. Численность населения, по данным переписи 2020 года, составила 3238 человек.

## Общие сведения
Название Cópala с языка науатль можно перевести как «место изобилия копала».
В 1523 году в эти земли прибыл конкистадор Алонсо де Авалос, а в 1525 году регион был покорён Франсиско Кортесом. После этого началась евангелизация местного населения монахами Мартином де Хесус Чавесом и Хуаном де Падильей.
В 1928 году поселение вошло в состав муниципалитета Толиман.
Ко́пала расположена в 180 км к югу от столицы штата, города Гвадалахара, в нескольких километрах от региональной автодороги 429.

## Население
| Год  | Численность | Численность |
| ---- | ----------- | ----------- |
| 2000 | 2612        | [ 7 ]       |
| 2010 | 2709        | [ 8 ]       |
| 2020 | 3238        | [ 9 ]       |